# Ullava å
Ullava å är ett vattendrag i Finland.   Det ligger i landskapet Mellersta Österbotten, i den centrala delen av landet, 400 km norr om huvudstaden Helsingfors. Den rinner genom Alikylä och Emmes.